# حاجز مستعرض بين العضلات
إن اللفافة المستعرضة العميقة للساق (أو الحاجز المستعرض بين العضلات) هو حاجز بين العضلات يتخذ وضعًا مستعرضًا ويقع بين العضلات السطحية والعميقة في مؤخرة القدم.
تتصل اللفافة المستعرضة من الجانبين بحدود الظنبوب والشظية.
وتكون من أعلى، حيث تغطي المأبضية, سميكة وكثيفة وتحصل على امتداد من أوتار العضلة الغشائية النصف. وتكون أقل سمكًا في منتصف الساق؛ ولكن من الأسفل، حيث تغطي الأوتار التي تمر خلف الكعب، فإنها تكون سميكة ومستمرة مع قيد مثنيات القدم.

## وصلات خارجية
- http://www.dartmouth.edu/~humananatomy/part_3/chapter_16.html
- http://download.videohelp.com/vitualis/med/mmleg.htm